# Kerti őzlábgomba
A kerti őzlábgomba (Chlorophyllum brunneum) a csiperkefélék családjába tartozó, Európában és Észak-Amerikában honos, kertekben, parkokban élő, mérgező gombafaj.

## Megjelenése
A kerti őzlábgomba kalapja 10-18 cm széles, alakja fiatalon gömbszerű vagy kissé szögletes, később domborúan kiterül, idősen majdnem lapos lesz. Színe egészen fiatalon barna, de hamarosan pikkelyesen felrepezik; a pikkelyek alatt felszíne fehéres, sugarasan szálas. Széle eleinte begöngyölt, gyakran szálas-pikkelyes.
Húsa vastag, fehér. Sérülésre lassan narancsvörösesre, vörösesre, barnásra színeződik. Szaga és íze nem jellegzetes.  
Lemezei sűrűk, szabadon állók, a tönk előtt gyűrűbe összenőttek (ún. kollárium). Színük fehér vagy krémszínű; élük néha barnás lehet.
Tönkje 8-17 cm magas és 1,5-2,5 cm vastag. Alakja viszonylag zömök, tövén jól fejlett, kerek, lapított gumó található. Színe fehér, felszíne sima, nem található rajta a nagy őzlábgombához hasonló mintázat. Gyűrűszerű gallérja nem kettős élű, eltolható.
Spórapora fehér. Spórája tojásdad, sima, mérete 8-10 x 5-7 µm. 

### Hasonló fajok
A piruló őzlábgombával és a nagy őzlábgombával lehet összetéveszteni. 

## Elterjedése és termőhelye
Európában és Észak-Amerikában honos. Magyarországon ritka, de terjedőben van.
Kertekben, parkokban, jól trágyázott, tápanyagban gazdag talajon erdőben is megtalálható. Májustól októberig terem.

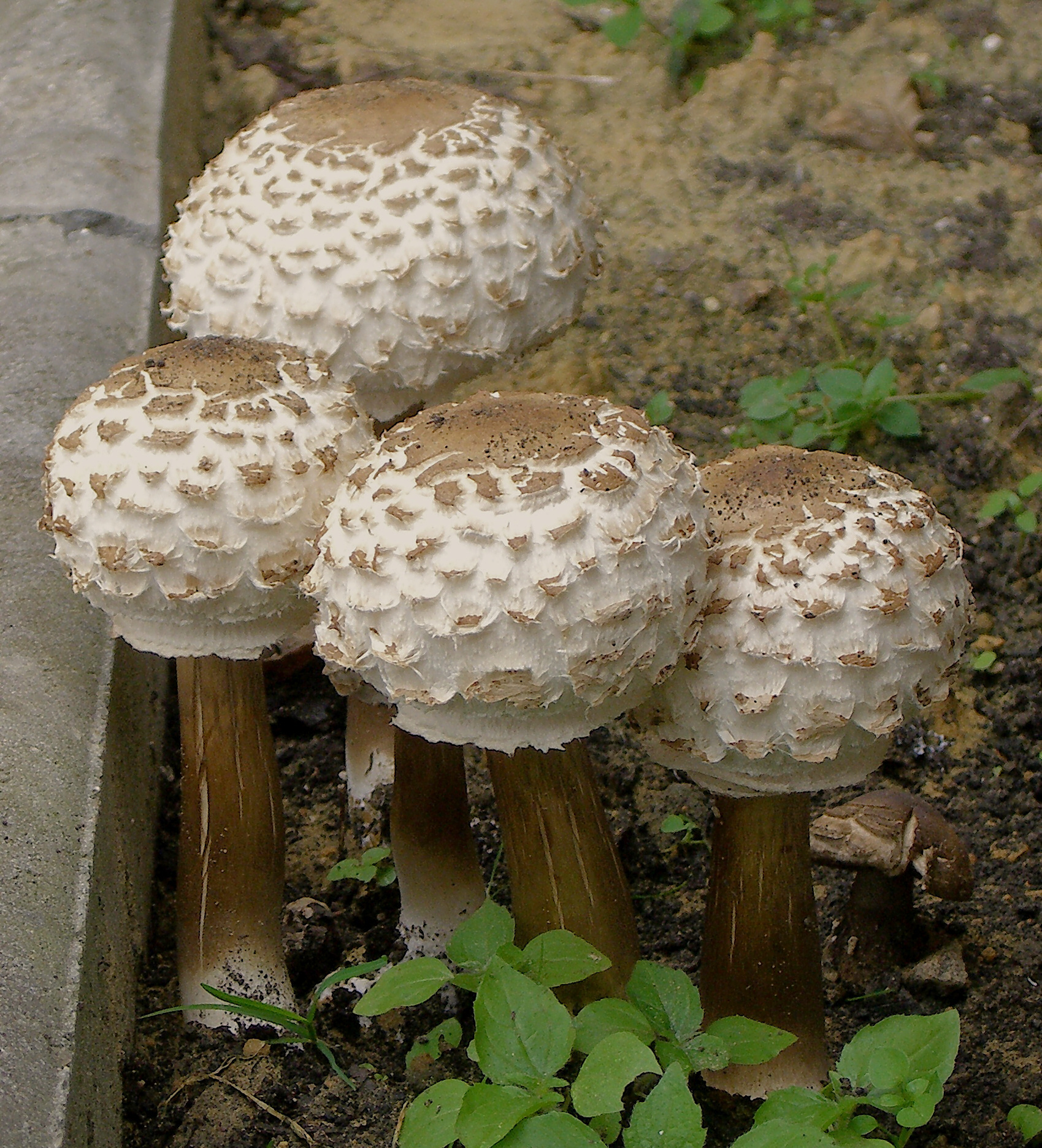
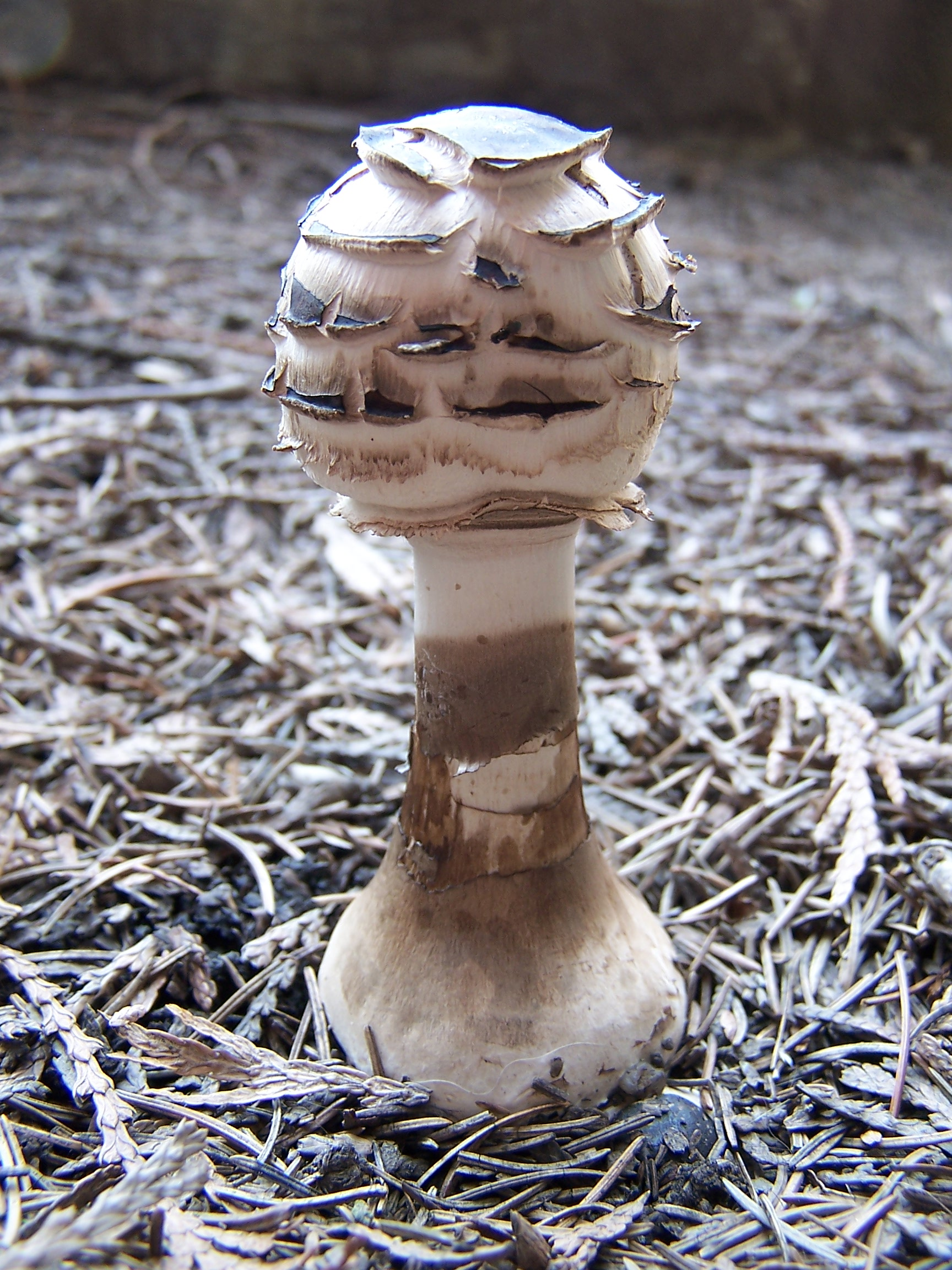
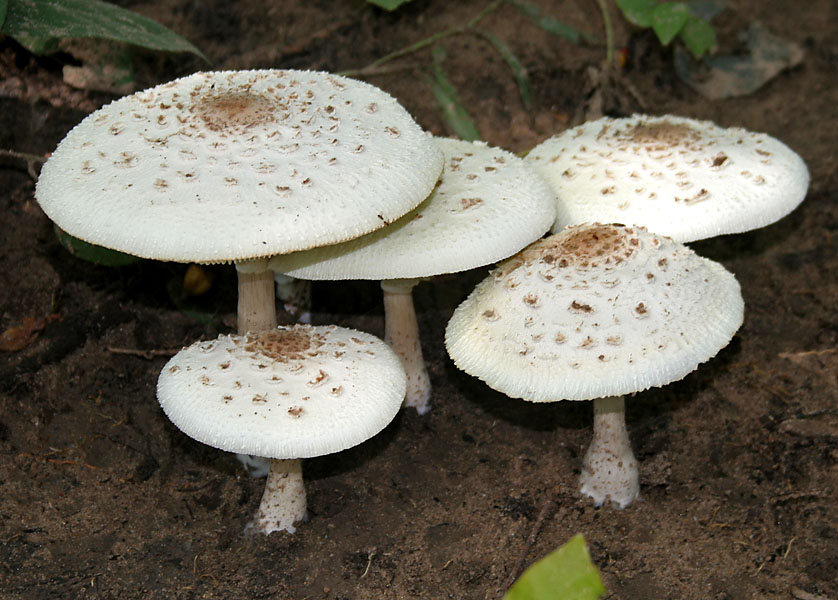
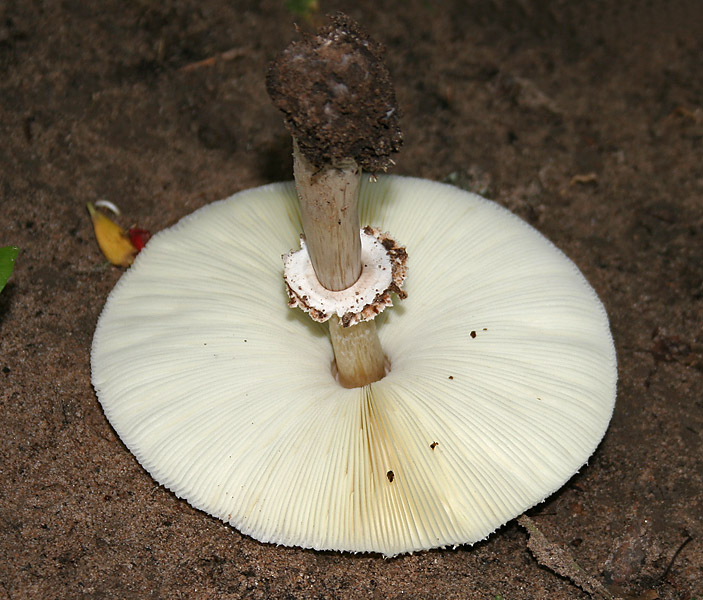
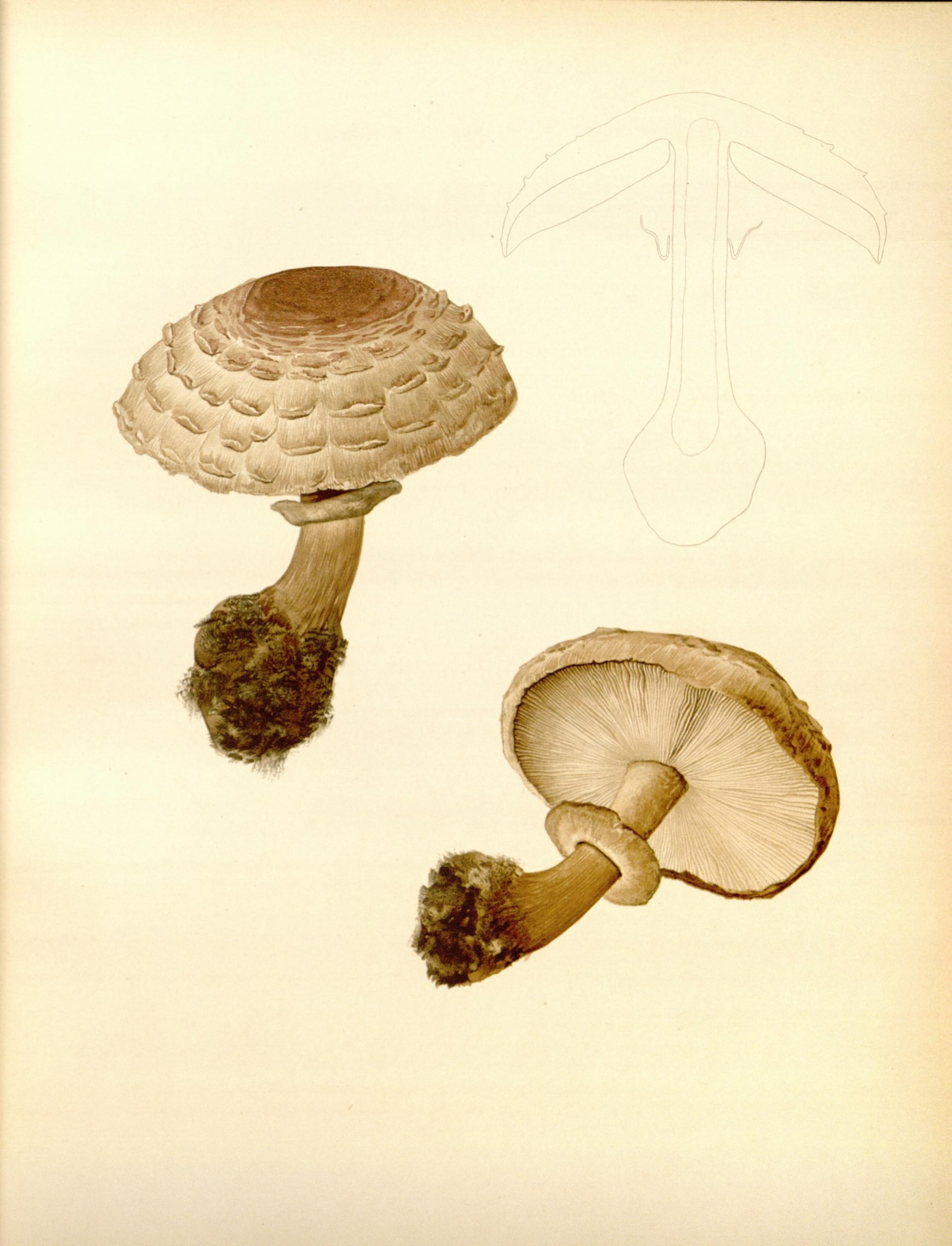

Mérgező gombafaj.  